# Georg Robert Schlüter
Georg Robert Emil Carl Schlüter (* 25. Dezember 1850 in Altona; † 9. Mai 1931 in Hamburg) war ein deutscher Segelschiff-Kapitän und Kap Hoornier. Mit Robert Hilgendorf zählt er zu den berühmtesten Segelschiffskapitänen der Hamburger Reederei F. Laeisz (FL) zur Zeit der Flying P-Liner.

## Leben
Schlüter wuchs mit mehreren Geschwistern in einer von Fischern und Seefahrern geprägten Familie auf. So begann seine berufliche Laufbahn folgerichtig damit, dass er 16-jährig als Schiffsjunge auf der Hamburger Bark Johannes anheuerte und erste Reisen nach Fernost und Südamerika machte. Bereits als Matrose folgten die Bark Sophie nach Südamerika und die Bark G. F. Vorwerk nach Singapur und Bangkok. Die nächste Reise sollte nach Shanghai gehen, endete jedoch schon in Saigon, wo ihr Schiff von den Franzosen aufgebracht wurde. Die darauffolgende Internierung endete mit dem Sieg Deutschlands im Deutsch-Französischen Krieg 1871. Mit dem Vollschiff Herschel kehrte er nach zwei Reisen nach New York wieder zurück nach Hamburg. Mit 21 Jahren legte er im Juli 1871 mit Erfolg die Steuermanns-Prüfung an der Navigationsschule ab. Kurz darauf war er schon wieder unterwegs nach Singapur auf dem Vollschiff Undine. Danach meldete er sich als Einjährig-Freiwilliger zur Kaiserlichen Marine und wurde nach dem Ablauf mit dem Dienstgrad als Unterleutnantsanwärter entlassen.
Nach Bewerbung bei F. Laeisz fuhr er zunächst als Zweiter, danach als Erster Steuermann auf der Bark Panama II. Im Jahr 1877 folgte der erneute Besuch der Hamburger Navigationsschule und endete im November mit dem Zeugnis zum Schiffer auf Großer Fahrt. Am 16. März 1879 heiratete Schlüter Johanna Lohmann in Hamburg. Bereits Anfang Juni 1879 ging er für mehrere Reisen als Steuermann auf die Bark Henrique Theodoro.

## Kapitän aufGroßer Fahrt
Am 22. Juli 1881 erhielt Schlüter mit 31 Jahren sein erstes Kommando. Sein Reeder Carl Laeisz vertraute ihm die Führung der 1865 bei H. C. Stülcken in Hamburg-Steinwerder gebauten hölzernen Bark Rosa y Isabel an, die damals noch unter chilenischer Flagge fuhr. Ein Jahr danach schaffte der Kapitän Schlüter die Strecke vom Englischen Kanal (Lizard) durch den Südatlantik rund um Kap Hoorn in den Pazifischen Ozean bis zu den dem Zielhafen Mazatlàn (Mexiko) vorgelagerten Inseln Las Tres Marias in 96 Tagen. Das hatte vor und nach ihm kein anderer Schiffsführer erreicht. Nach drei erfolgreichen Reisen wurde die Bark verkauft und Schlüter wechselte
- 1884–1886 Bark Panama (II)
- 1887–1890 Bark Prompt (RHDN), Jungfernfahrt, sein Reeder vertraute ihm den Neubau an
- 1892–1894 Vollschiff Palmyra (RHQF), übernahm er von Kapitän Robert Hilgendorf, 1908 gesunken.
- 1896–1901 Viermast-Bark Pitlochry (RKCM), übernahm er von Kapitän Robert Hilgendorf, 1913 gesunken.
- 1898–1899 absolvierte Schlüter eine Weltreise  von Hamburg über Philadelphia, Japan, Südamerika und wieder zurück nach Hamburg in 517 Tagen.
- 1901–1903 Fünfmast-Bark Potosi (RKGB), übernahm er das Schiff von Kapitän Robert Hilgendorf, der als ihr erster Schiffsführer endgültig von Bord ging, 1925 gesunken.

Sie verband zeitlebens ein freundschaftliches Verhältnis, die beiden Kapitäne tauschten sogar jeweils ihre Söhne aus, Schlüters Sohn bei Hilgendorf auf der Potosi und Hilgendorfs Sohn bei Schlüter auf der Pitlochry. Nach etlichen erfolgreichen Fahrten, er hat nie ein Schiff verloren, gab er 1903 das Kommando auf der Potosi ab und beendete seine Zeit als Segelschiffer.

## Nach den Großseglern
Er stand im 53. Lebensjahr und blieb an Land. Auf die Erfahrung und das Wissen eines so angesehenen Kapitäns wollte man in der damaligen Zeit nicht verzichten.
Schlüter sollte, wie vorher schon sein Freund Robert Hilgendorf, nicht nur Hamburgs Schifferalter, sondern auch nautischer Sachverständiger werden, und dafür fehlten ihm noch die Erfahrungen mit Dampfschiffen.
Im August 1904 wurde Schlüter vor dem Hamburger Senat als Schifferalter vereidigt und ging für seine Reederei noch Aufgaben als nautischer Sachverständiger nach. Zu diesen Ämtern fehlten Schlüter, der ausschließlich Frachtsegler geführt hatte, die Kenntnisse über Dampfer. Dazu bot ihm der legendäre HAPAG-Generaldirektor Albert Ballin an, als überzähliger 1. Offizier auf einigen ihrer Dampfer zu fahren. Diese Gelegenheit nutzte er auf zwei weiteren Fahrten nach New York und vertiefte diese Erfahrungen als Kapitän auf zwei Dampfern, mit denen er nochmals die amerikanische Westküste anlief, die ihm so vertraut war.

## Ruhestand
1924 mit 74 Jahren ging er endgültig in den Ruhestand und legte alle Ämter ab.
Schlüter verstarb am 9. Mai 1931 unerwartet im Kreise seiner Freunde und Berufskollegen, zu denen er immer noch Kontakt hielt, an den Folgen eines Schlaganfalls im Alter von 81 Jahren. Robert Hilgendorf musste der Familie die traurige Nachricht überbringen.